# Banca d'Inghilterra
La Banca d'Inghilterra (in inglese: Bank of England, abbreviabile come BoE) è la banca centrale del Regno Unito, fondata nel 1694 per raccogliere fondi per la guerra dei nove anni contro la Francia.
L'attuale governatore è Andrew Bailey, succeduto il 16 marzo 2020 a Mark Carney.

## Storia

### XVII secolo

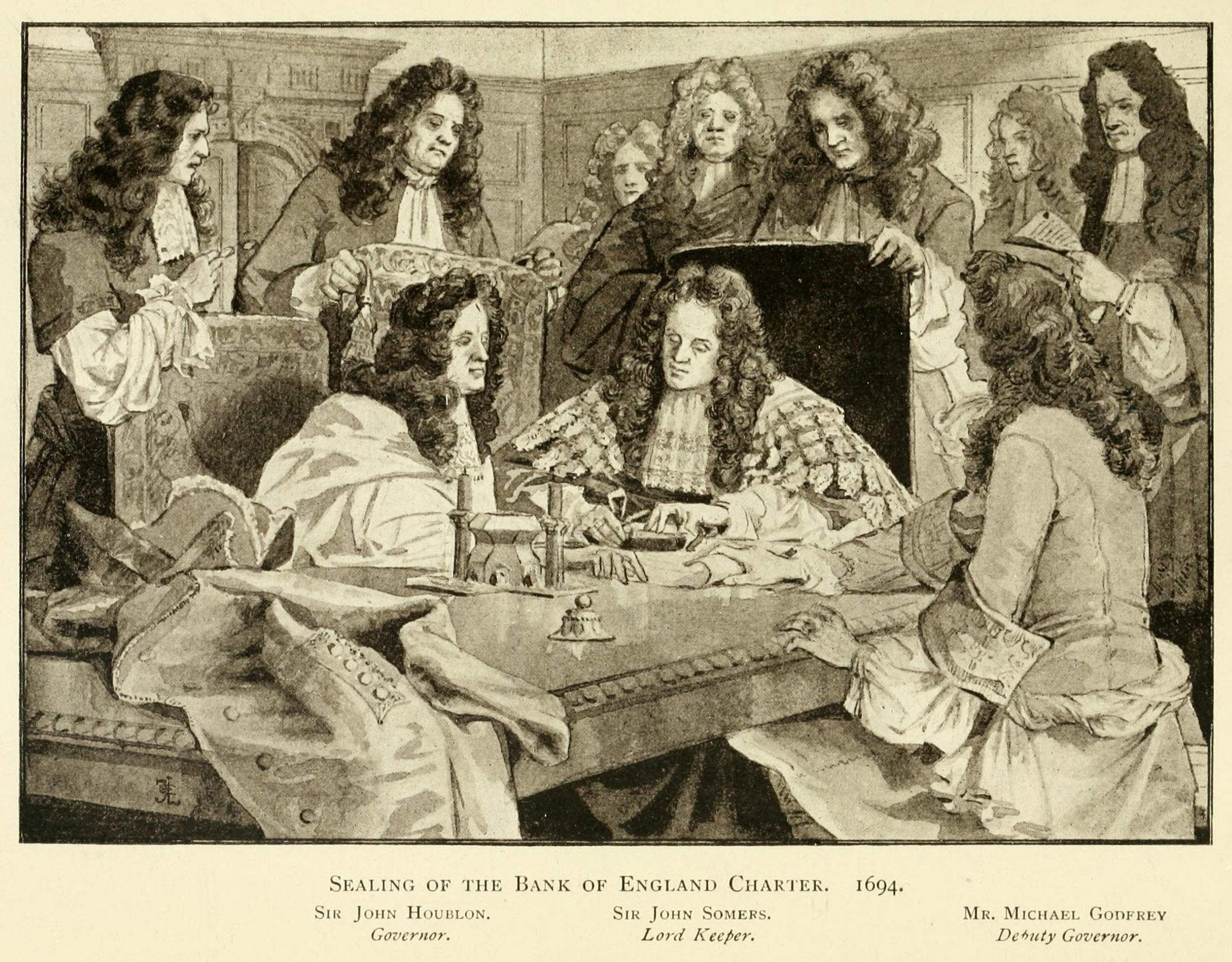
La firma del Bank of England Charter

L'istituto (chiamato anche The Old Lady of Threadneedle Street, la vecchia signora di Threadneedle Street, dal nome della strada in cui si trova la sede) fu fondato il 27 luglio 1694.
La bruciante sconfitta patita per opera dei francesi alla battaglia di Beachy Head del 1690, nel corso della Guerra della lega di Augusta, era stata la premessa per la rifondazione dell'Inghilterra come potenza mondiale. L'Inghilterra era costretta a dotarsi di una flotta potente, ma le casse dello Stato erano vuote e il credito del governo di re Guglielmo III era così basso a Londra che gli era impossibile prendere in prestito la somma necessaria di 1200000 £.
William Paterson presentò il progetto di banca centrale al governo nel 1693, progetto che prevedeva tra l'altro la stampa di cartamoneta per coprire una parte del prestito di 1.2 milioni di sterline. Per convincerli a partecipare al prestito, i sottoscrittori dovettero essere associati sotto il nome di Governor and Company of the Bank of England. La Banca ricevette la gestione del bilancio dello stato e del debito pubblico, nonché il privilegio di stampare cartamoneta. I creditori avrebbero versato allo Stato moneta metallica in cambio di titoli di stato.
Il Bank of England Charter fu concesso nel 1694. Date le cattive condizioni delle finanze statali, il prestito era restituito con un interesse annuo dell'8%. Il brevetto durava dodici anni e fu rinnovato nel 1742, nel 1764 e infine nel 1781.

### XVIII secolo

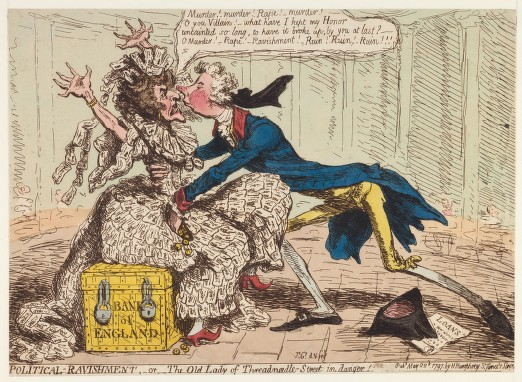
Vignetta satirica contro l'introduzione della cartamoneta

La banca si trasferì in Threadneedle Street nel 1734 e lentamente acquisì i terreni circostanti, sui quali fu costruito l'attuale edificio.
In base alla concessione del 1781 la Banca d'Inghilterra doveva mantenere riserve auree sufficienti a pagare le banconote a vista. La convertibilità fu sospesa fra il 1797 e il 1821 a causa delle guerre napoleoniche.

### XIX secolo
Il Bank Charter Act del 1844, emanato sotto il governo di Robert Peel, collegò la quantità di cartamoneta stampata alle riserve auree conservate e diede alla Banca d'Inghilterra diritti esclusivi riguardo alla emissione delle banconote. Le banche private che avevano ricevuto il diritto di stampare cartamoneta, lo conservarono a patto che avessero sede fuori Londra e che depositassero il controvalore delle banconote stampate. Cosicché solo poche banche continuarono a stampare moneta fino a che l'ultima fu rilevata nel 1927: tali banconote ebbero corso legale fino al 1964. Le banche private d'emissione scozzesi e nordirlandesi conservano tuttora il diritto di emissione.
La Banca d'Inghilterra funse da prestatore di ultima istanza per la prima volta durante il panico del 1866.

### XX secolo

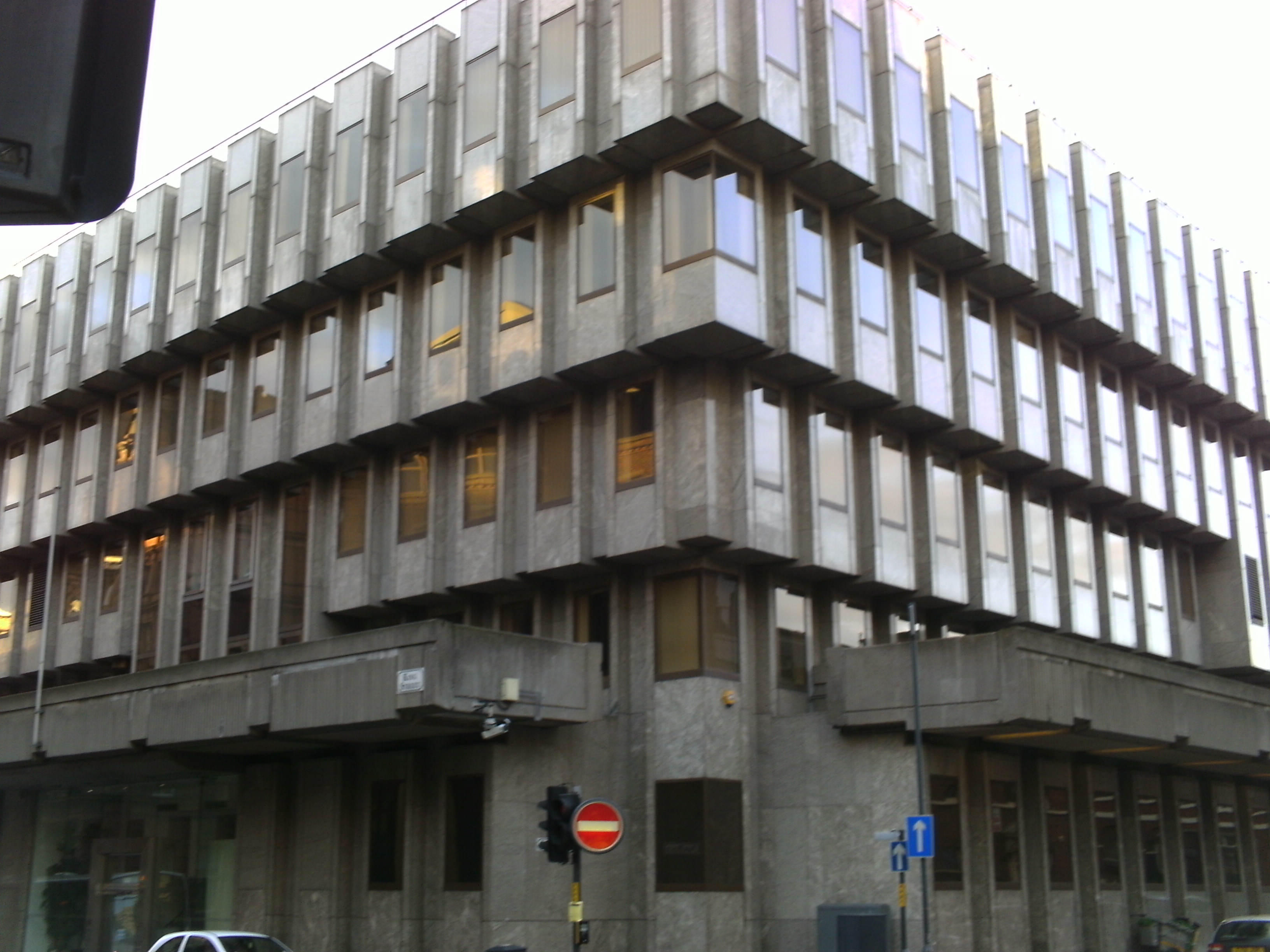
Banca d'Inghilterra, Leeds.

La Gran Bretagna mantenne il sistema aureo fino al 1931, quando le riserve auree e in valuta estera furono trasferite al Tesoro, sebbene abbiano continuato ad essere gestite dalla Banca d'Inghilterra.
Il 1º marzo 1946 il Bank of England Act emanato dal governo laburista di Clement Attlee nazionalizzò la Banca, assegnandone la proprietà al Tesoro.
Nel Dopoguerra la Banca perseguì gli obiettivi dell'economia keynesiana, in particolare la facilitazione monetaria e i bassi tassi d'interesse al fine di sostenere la domanda aggregata. Cercò però anche di mantenere stabili i tassi di cambio e di fronteggiare l'inflazione e la debolezza della sterlina attraverso il controllo dei cambi.
Nel 1981 fu abolita la riserva obbligatoria che le altre banche dovevano depositare presso la banca centrale in misura proporzionale ai loro depositi.
Nel 1998 il Bank of England Act garantì alla Banca d'Inghilterra indipendenza rispetto alla politica monetaria da adottare, in particolare in merito ai tassi d'interesse per conseguire il risultato dell'inflazione annua al 2,5%. L'obiettivo fu successivamente modificato in un'inflazione programmata al 2%. Se l'inflazione si discosta di più dell'1% da quanto programmato, il Governatore deve scrivere una lettera al Cancelliere dello Scacchiere spiegandone le ragioni e dichiarando che provvedimenti intende prendere.
Durante gli anni '90 la stessa Banca d'Inghilterra fu candidata alla privatizzazione.

## Attività
La banca ha il ruolo di promuovere e mantenere la stabilità monetaria e finanziaria del Regno Unito, di condurre la politica di cambio, di assicurare la distribuzione delle sterline in Inghilterra e nel Galles (in Scozia le tre principali banche possono emettere moneta in maniera indipendente tramite la royal mint, anche se in accordo con la BoE) e di prestare alle banche commerciali, ha inoltre rapporti fiduciari con la Santa Sede.